# Spiroplectinata
Spiroplectinata es un género de foraminífero bentónico de la subfamilia Spiroplectinatinae, de la familia Verneuilinidae, de la superfamilia Verneuilinoidea, del suborden Verneuilinina y del orden Lituolida. Su especie tipo es Textularia annectens. Su rango cronoestratigráfico abarca desde el Albiense hasta el Aptiense (Cretácico inferior).

## Discusión
Clasificaciones previas incluían Spiroplectinata en el suborden Textulariina del orden Textulariida, o en el orden Lituolida sin diferenciar el suborden Verneuilinina.

## Clasificación
Spiroplectinata incluye a las siguientes especies:
- Spiroplectinata altyagatschica †
- Spiroplectinata annectens †
- Spiroplectinata californica †
- Spiroplectinata capitosa †
- Spiroplectinata carinata †
- Spiroplectinata complanata †
  - Spiroplectinata complanata praecursor †
- Spiroplectinata compressiuscula †
- Spiroplectinata corpulenta †
- Spiroplectinata davidi †
- Spiroplectinata impudica †
- Spiroplectinata jaekeli †
- Spiroplectinata jagapathyii †
- Spiroplectinata micra †
- Spiroplectinata papillota †
- Spiroplectinata robusta †
- Spiroplectinata saridaschensis †
- Spiroplectinata senonica †
- Spiroplectinata westfalica †
- Spiroplectinata williamsi †

Otra especie considerada en Spiroplectinata es:
- Spiroplectinata procera †, de posición genérica incierta